# Henrique Caetano de Sousa
Henrique Caetano de Sousa (Mouraria, Lisboa, 18 de Outubro, 1888 – Almada, 1954) foi um político português revolucionário, republicano, inicialmente anarquista e posteriormente comunista e anti-fascista, com forte acção no associativismo lisboeta. Foi o primeiro Secretário da Junta Nacional do Partido Comunista Português em 1921 e 1922, aquando da sua fundação, cargo posteriormente baptizado de Secretário-Geral do Partido Comunista Português.

## Biografia

### Origens
Nascido no bairro da Mouraria, em plena Lisboa antiga, Henrique Caetano de Sousa era primo do poeta António Botto e do fadista Alfredo Marceneiro. Filho de pais republicanos e ateus. Competa em 1905 os estudos do 7º Ano do Curso dos Liceus e ingressa nos estudos Preparatórios de Medicina da Escola Politécnica. Tendo-se desde muito jovem assumido como activista republicano, está presente nas manifestações académicas pró-republicanas dos anos seguintes como membro de Centros Republicanos até se tornar agitador anarquista militante. 
Entre 1911 e 1914 é membro do Grupo Libertário Renovação Social, que cria a Escola do Ensino Livre, uma escola primária para crianças e adultos no Alto do Pina em Lisboa, que procurava leccionar através de um método de ensino vanguardista, e da qual Henrique Caetano de Sousa é o Secretário-Geral a partir de 1912. A Escola do Ensino Livre receberá o apoio de personalidades como Teófilo Braga, Egas Moniz, Adolfo Coelho e Lucinda Tavares.
Voluntariamente dedicando a sua acção às questões da educação e da solidariedade, a partir de 1918 oferece o seu trabalho a uma das maiores associações mutualistas existentes no seu tempo, a Inabilidade, cumprindo um total de sete mandatos como Primeiro-Secretário Efectivo da Assembleia Geral, e três como Suplente, entre 1918 e 1932. É muito activo na Federação Anarquista da Região Sul. Escreve para as publicações anarquistas A Batalha e A Sementeira e para o jornal da Federação Maximalista Portuguesa A Bandeira Vermelha. Nesta época irá integrar a Associação de Classe dos Empregados do Estado e ainda outra associação mutualista.

### Secretário da Junta Nacional do PCP
Em 1921, Henrique Caetano de Sousa participa da fundação do Partido Comunista Português como representante da Associação de Classe dos Empregados do Estado.
Viria a ser eleito Secretário da Junta Nacional do PCP ainda nesse ano, cargo que no capítulo 10º das "bases orgânicas provisórias" deste partido então aprovadas definia a Junta Nacional como o “mais alto corpo executivo” deste partido, encarregue de “manter a unidade e dirigir superiormente a acção política geral do partido”. Acumulava esta tarefa com a de Secretário da Redacção do jornal O Comunista, órgão oficial de comunicação do PCP, sendo ainda o único elemento da Junta Nacional do PCP que pertencia também à sua Comissão Geral de Educação e Propaganda.

### Eleições de 1922
No final de 1921 Caetano de Sousa assina em nome dos Corpos Diretivos do PCP a Declaração Política do PCP para as Eleições legislativas portuguesas de 1922, que decorreram em Janeiro desse ano, onde é definida a não-participação deste partido no acto eleitoral. Perante a proposta do Governo de atribuir ao PCP um lugar no Parlamento, Caetano de Sousa recusa, afirmando que a prioridade da acção do PCP é o trabalho junto das massas populares proletárias. Admite contudo propor num futuro congresso a integração do trabalho parlamentar na acção do recém-criado PCP, como forma suplementar de combate ao “Estado burguês”.
O debate em torno da opção de dedicar o trabalho político do PCP exclusivamente à acção de organização das massas populares laboriosas ou, pelo contrário, também à atividade parlamentar, foi justamente um dos principais pontos de debate interno entre os militantes do jovem Partido Comunista Português. Nascido do movimento sindical, o grosso dos fundadores deste partido rejeitava, em virtude da forte influência anarquista, a política parlamentar. Perspetiva não partilhada pelos militantes comunistas vindos do Partido Socialista Português e do Partido Republicano Português, com propensão parlamentarista.

### Delegado ao IV Congresso da Internacional Comunista
Em 1922 são designados pelo PCP, na qualidade de seus delegados ao IV Congresso da Internacional Comunista em Moscovo, os militantes José Pires Barreira e Henrique Caetano de Sousa. O primeiro como delegado português ao III Congresso da Internacional dos Jovens Comunistas, o segundo na qualidade de Secretário da Junta Nacional do PCP. No Outono desse ano na Rússia, nas reuniões do o Komintern, Henrique Caetano de Sousa será o único líder do PCP na história deste partido a estar na presença de Vladimir Lenin.

### Conferência Nacional do PCP
Aquando do regresso de Henrique Caetano de Sousa e de José Pires Barreira da Rússia, a Junta Nacional do PCP, da qual o primeiro é Secretário, inicia a promoção, com o apoio da Juventude Comunista, da Conferência Nacional do PCP de 1923, a antecessora dos Congressos do PCP. Henrique Caetano de Sousa é preso por motivos políticos algumas vezes em 1923 no contexto de assaltos da polícia à sede do PCP.
Na Conferência Nacional do PCP será então aprovado um programa muito avançado para os anos 20 do Século XX. Declara-se a defesa da “emancipação das colónias” exploradas pelo ocupante português e da “expulsão delas de todos os imperialistas da metrópole”, algo que só ocorreria 50 anos mais tarde. Será neste congresso eleita uma nova direção do PCP, o primeiro Comité Central do Partido Comunista Português, do qual Henrique Caetano de Sousa é nomeado Secretário Internacional e o sindicalista José de Sousa é nomeado o primeiro Secretário-Geral do Partido Comunista Português.

### Expulsão do PCP
A par da sua militância no PCP, Henrique Caetano de Sousa é eleito Secretário-Geral da Associação de Classe dos Empregados do Estado num contexto de forte debate interno no Partido Comunista Português. A militância mais jovem e proletária deste partido defende uma acção política mais próxima da Internacional Comunista, contra uma militância mais velha de tradição republicana, conflito que levou à vinda de Jules Humbert-Droz a Lisboa na qualidade de delegado da Internacional Comunista. O debate interno desemboca em Novembro de 1923 no I Congresso do PCP, que elegerá como Secretário-Geral do PCP José Carlos Rates, e na consequência do qual Henrique Caetano de Sousa é expulso do partido.

### Proximidade ao PCP até ao fim da vida
Henrique Caetano de Sousa ir-se-á manter fiel ao partido que o expulsou. Em Maio de 1925 será um dos responsáveis pela primeira revista teórica do PCP, a Correspondência Comunista. No Verão de 1925 será proposto para Secretário da relevante célula do PCP na Cooperativa Caixa Económica Operária. Em Dezembro desse ano, será eleito membro do Comité Central da secção portuguesa do Socorro Vermelho Internacional, posição que com a chegada da ditadura militar portuguesa o levará à prisão por motivos políticos em Maio de 1927. Registos mostram que em 1929 Henrique Caetano de Sousa apoiará financeiramente a reorganização do PCP.

### Estado Novo
Instaurada a ditadura do Estado Novo, Henrique Caetano de Sousa posiciona-se declaradamente como anti-fascista, e como tal será vigiado pela polícia política na qualidade de opositor ao regime. De acordo com a ficha de cadastro que a Polícia de Vigilância e Defesa do Estado lhe dedicou, terá tido residência no imóvel número 27, no 3º andar, no Largo 28 de Janeiro em Lisboa. Um relatório da polícia política de 1937 informava que Henrique Caetano de Sousa continuaria “a manter as suas ideias”.
Na década de 1940 será sócio da Cooperativa dos Trabalhadores de Portugal, presidida por Bento de Jesus Caraça. Reformado de funcionário público em meados de 1948, vai residir em Almada onde se torna sócio da Sociedade Filarmónica Incrível Almadense. Irá morrer em Almada em 1954.

### Homenagens
Existe na Cova da Piedade uma rua baptizada com o seu nome.